# 1. Fußball-Club Nürnberg Verein für Leibesübungen 2014-2015
Questa voce raccoglie le informazioni riguardanti lo  1. Fußball-Club Nürnberg Verein für Leibesübungen  nelle competizioni ufficiali della stagione calcistica 2014-2015.

## Stagione
Nella stagione 2014-2015 il Norimberga, allenato da René Weiler, concluse il campionato di 2. Bundesliga al 9º posto. In coppa di Germania il Norimberga fu eliminato al primo turno dal Duisburg.

## Rosa
| N. |                        | Ruolo | Calciatore             |
| -- | ---------------------- | ----- | ---------------------- |
| 22 | Rep. Ceca (bandiera)   | P     | Patrick Rakovsky       |
| 32 | Austria (bandiera)     | P     | Samuel Şahin-Radlinger |
| 1  | Germania (bandiera)    | P     | Raphael Schäfer        |
| 38 | Thailandia (bandiera)  | D     | Manuel Bihr            |
| 4  | Paesi Bassi (bandiera) | D     | Davy Bulthuis          |
| 26 | Rep. Ceca (bandiera)   | D     | Ondřej Čelůstka        |
| 3  | Norvegia (bandiera)    | D     | Even Hovland           |
| 20 | Turchia (bandiera)     | D     | Özgür Özdemir          |
| 33 | Germania (bandiera)    | D     | Tobias Pachonik        |
| 31 | Rep. Ceca (bandiera)   | D     | Ondřej Petrák          |
| 25 | Argentina (bandiera)   | D     | Javier Pinola          |
| 16 | Germania (bandiera)    | D     | Niklas Stark           |
| 7  | Germania (bandiera)    | C     | Danny Blum             |
| 18 | Germania (bandiera)    | C     | Willi Evseev           |
| 10 | Germania (bandiera)    | C     | Timo Gebhart           |

| N. |                       | Ruolo | Calciatore        |
| -- | --------------------- | ----- | ----------------- |
| 17 | Germania (bandiera)   | C     | Sebastian Kerk    |
| 15 | Germania (bandiera)   | C     | Robert Koch       |
| 27 | Germania (bandiera)   | C     | Markus Mendler    |
| 5  | Germania (bandiera)   | C     | Jürgen Mössmer    |
| 23 | Svizzera (bandiera)   | C     | Adrian Nikci      |
| 19 | Filippine (bandiera)  | C     | Mike Ott          |
| 8  | Rep. Ceca (bandiera)  | C     | Jan Polák         |
| 28 | Austria (bandiera)    | C     | Alessandro Schöpf |
| 9  | Austria (bandiera)    | A     | Guido Burgstaller |
| 35 | Germania (bandiera)   | A     | Max Dittgen       |
| 24 | Germania (bandiera)   | A     | Niclas Füllkrug   |
| 40 | Germania (bandiera)   | A     | Ivan Knežević     |
| 34 | Togo (bandiera)       | A     | Peniel Mlapa      |
| 11 | Slovacchia (bandiera) | A     | Jakub Sylvestr    |
| 36 | Germania (bandiera)   | A     | Cedric Teuchert   |

## Organigramma societario
Area tecnica
- Allenatore: René Weiler
- Allenatore in seconda: Manuel Klökler
- Preparatore dei portieri: Daniel Klewer
- Preparatori atletici:

## Risultati

### 2. Bundesliga

#### Girone di andata
| Arbitro: | Stegemann |

|              |           |  |
| Sylvestr 69’ | Marcatori |  |

| Arbitro: | Stark |

|                                                      |           |            |
| Baba 8’, 57’ Šukalo 17’ (rig.) Weilandt 76’ Žulj 87’ | Marcatori | 35’ Pinola |

| Arbitro: | Dankert |

|  |           |              |
|  | Marcatori | 29’ Balitsch |

| Arbitro: | Willenborg |

|  |           |                                            |
|  | Marcatori | 7’ Candeias 30’ Gebhart 67’ Mlapa 78’ Koch |

| Arbitro: | Meyer |

|  |           |                      |
|  | Marcatori | 23’ Hoffer 62’ Pinto |

| Arbitro: | Siebert |

|                         |           |  |
| Yamada 9’ Yabo 20’, 40’ | Marcatori |  |

| Arbitro: | Rohde |

|                                          |           |  |
| Schnatterer 3’ Kraus 9’ Mayer 59’ (rig.) | Marcatori |  |

| Arbitro: | Kinhöfer |

|                              |           |                   |
| Candeias 24’ Schöpf 41’, 51’ | Marcatori | 62’ Ring 71’ Löwe |

| Arbitro: | Gagelmann |

|                 |           |              |
| Gregoritsch 44’ | Marcatori | 56’ Sylvestr |

| Arbitro: | Drees |

|            |           |  |
| Schöpf 74’ | Marcatori |  |

| Arbitro: | Petersen |

|                                       |           |  |
| Stroh-Engel 39’ Balogun 70’ Kempe 82’ | Marcatori |  |

| Arbitro: | Steinhaus |

|                   |           |                         |
| Sylvestr 18’, 87’ | Marcatori | 1’ Rzatkowski 59’ Maier |

| Arbitro: | Grudzinski |

|                        |           |              |
| Mühling 26’ Wooten 77’ | Marcatori | 16’ Füllkrug |

| Arbitro: | Sippel |

|                       |           |              |
| Koch 16’ Sylvestr 25’ | Marcatori | 70’ Hartmann |

| Arbitro: | Winkmann |

|             |           |  |
| Nielsen 38’ | Marcatori |  |

| Arbitro: | Kampka |

|                         |           |                    |
| Schöpf 14’ Sylvestr 17’ | Marcatori | 28’ (aut.) Mössmer |

| Arbitro: | Willenborg |

|                    |           |                   |
| Gjasula 64’ (rig.) | Marcatori | 11’, 60’ Füllkrug |

#### Girone di ritorno
| Arbitro: | Stieler |

|  |           |              |
|  | Marcatori | 64’ Sylvestr |

| Norimberga 20 dicembre 2014, ore 13:00 CET 19ª giornata | Norimberga | 0 – 0 referto | Greuther Fürth | Grundig Stadion (47 501 spett.)\| Arbitro: \| Meyer \| |
| Arbitro:                                                | Meyer      |               |                |                                                        |

| Arbitro: | Osmers |

|                     |           |             |
| Roshi 21’ Grifo 60’ | Marcatori | 41’ Hovland |

| Arbitro: | Kempter |

|                                   |           |            |
| Mlapa 4’ Sylvestr 54’ (rig.), 87’ | Marcatori | 17’ Polter |

| Arbitro: | Stieler |

|                |           |                             |
| Pohjanpalo 67’ | Marcatori | 71’ Stark 77’ Blum 88’ Kerk |

| Arbitro: | Winkmann |

|                |           |              |
| Burgstaller 4’ | Marcatori | 45’ Hennings |

| Arbitro: | Willenborg |

|  |           |            |
|  | Marcatori | 28’ Wittek |

| Arbitro: | Welz |

|                      |           |            |
| Ring 14’ Hofmann 30’ | Marcatori | 90’ Schöpf |

| Arbitro: | Osmers |

|           |           |                            |
| Mlapa 70’ | Marcatori | 38’ Terrazzino 64’ Terodde |

| Arbitro: | Jablonski |

|                      |           |                 |
| Reyna 46’ Kaiser 76’ | Marcatori | 29’ Burgstaller |

| Arbitro: | Stegemann |

|                 |           |            |
| Burgstaller 34’ | Marcatori | 73’ Sailer |

| Arbitro: | Gräfe |

|             |           |  |
| Sobiech 90’ | Marcatori |  |

| Arbitro: | Petersen |

|                          |           |  |
| Kerk 75’ Burgstaller 90’ | Marcatori |  |

| Arbitro: | Schmidt |

|                   |           |          |
| Pinola 70’ (aut.) | Marcatori | 72’ Blum |

| Arbitro: | Rohde |

|                                             |           |               |
| Reichel 31’ (aut.) Blum 52’ Burgstaller 67’ | Marcatori | 68’ Berggreen |

| Arbitro: | Drees |

|                               |           |           |
| Vallori 56’ Adlung 72’ (rig.) | Marcatori | 45’ Stark |

| Arbitro: | Stegemann |

|                              |           |             |
| Bulthuis 28’ Burgstaller 87’ | Marcatori | 50’ Gjasula |

### Coppa di Germania
| Arbitro: | Dingert |

|                   |           |  |
| Janjić 11’ (rig.) | Marcatori |  |

## Statistiche

### Statistiche di squadra
| Competizione      | Punti | In casa | In casa | In casa | In casa | In casa | In casa | In trasferta | In trasferta | In trasferta | In trasferta | In trasferta | In trasferta | Totale | Totale | Totale | Totale | Totale | Totale | DR |
| Competizione      | Punti | G       | V       | N       | P       | Gf      | Gs      | G            | V            | N            | P            | Gf           | Gs           | G      | V      | N      | P      | Gf     | Gs     | DR |
| ----------------- | ----- | ------- | ------- | ------- | ------- | ------- | ------- | ------------ | ------------ | ------------ | ------------ | ------------ | ------------ | ------ | ------ | ------ | ------ | ------ | ------ | -- |
| 2. Bundesliga     | 45    | 17      | 9       | 4       | 4       | 24      | 17      | 17           | 4            | 2            | 11           | 18           | 30           | 34     | 13     | 6      | 15     | 42     | 47     | -5 |
| Coppa di Germania | -     | 0       | 0       | 0       | 0       | 0       | 0       | 1            | 0            | 0            | 1            | 0            | 1            | 1      | 0      | 0      | 1      | 0      | 1      | -1 |
| Totale            | -     | 17      | 9       | 4       | 4       | 24      | 17      | 18           | 4            | 2            | 12           | 18           | 31           | 35     | 13     | 6      | 16     | 42     | 48     | -6 |

### Andamento in campionato
| Giornata  | 1 | 2 | 3  | 4 | 5  | 6  | 7  | 8  | 9  | 10 | 11 | 12 | 13 | 14 | 15 | 16 | 17 | 18 | 19 | 20 | 21 | 22 | 23 | 24 | 25 | 26 | 27 | 28 | 29 | 30 | 31 | 32 | 33 | 34 |
| --------- | - | - | -- | - | -- | -- | -- | -- | -- | -- | -- | -- | -- | -- | -- | -- | -- | -- | -- | -- | -- | -- | -- | -- | -- | -- | -- | -- | -- | -- | -- | -- | -- | -- |
| Luogo     | C | T | C  | T | C  | T  | T  | C  | T  | C  | T  | C  | T  | C  | T  | C  | T  | T  | C  | T  | C  | T  | C  | C  | T  | C  | T  | C  | T  | C  | T  | C  | T  | C  |
| Risultato | V | P | P  | V | P  | P  | P  | V  | N  | V  | P  | N  | P  | V  | P  | V  | V  | V  | N  | P  | V  | V  | N  | P  | P  | P  | P  | N  | P  | V  | N  | V  | P  | V  |
| Posizione | 3 | 9 | 13 | 8 | 10 | 12 | 15 | 12 | 12 | 10 | 12 | 11 | 13 | 11 | 13 | 12 | 9  | 8  | 8  | 10 | 7  | 6  | 7  | 8  | 8  | 11 | 12 | 11 | 12 | 9  | 10 | 8  | 10 | 9  |

Legenda:

Luogo: C = Casa; T = Trasferta. Risultato: V = Vittoria; N = Pareggio; P = Sconfitta.

### Statistiche dei giocatori
| Giocatore          | 2. Bundesliga | 2. Bundesliga | 2. Bundesliga | 2. Bundesliga | Coppa di Germania | Coppa di Germania | Coppa di Germania | Coppa di Germania | Totale   | Totale | Totale      | Totale     |
| Giocatore          | Presenze      | Reti          | Ammonizioni   | Espulsioni    | Presenze          | Reti              | Ammonizioni       | Espulsioni        | Presenze | Reti   | Ammonizioni | Espulsioni |
| ------------------ | ------------- | ------------- | ------------- | ------------- | ----------------- | ----------------- | ----------------- | ----------------- | -------- | ------ | ----------- | ---------- |
| P. Rakovsky        | 21            | 0             | 0             | 0             | -                 | -                 | -                 | -                 | 21       | 0      | 0           | 0          |
| S. Şahin-Radlinger | -             | -             | -             | -             | -                 | -                 | -                 | -                 | -        | -      | -           | -          |
| R. Schäfer         | 14            | 0             | 3             | 0             | 1                 | 0                 | 0                 | 0                 | 15       | 0      | 3           | 0          |
| M. Bihr            | 8             | 0             | 2             | 0             | -                 | -                 | -                 | -                 | 8        | 0      | 2           | 0          |
| D. Bulthuis        | 16            | 1             | 4             | 1             | 1                 | 0                 | 0                 | 0                 | 17       | 1      | 4           | 1          |
| O. Čelůstka        | 31            | 0             | 3             | 0             | -                 | -                 | -                 | -                 | 31       | 0      | 3           | 0          |
| E. Hovland         | 25            | 1             | 3             | 0             | -                 | -                 | -                 | -                 | 25       | 1      | 3           | 0          |
| Ö. Özdemir         | -             | -             | -             | -             | -                 | -                 | -                 | -                 | -        | -      | -           | -          |
| T. Pachonik        | 5             | 0             | 1             | 0             | -                 | -                 | -                 | -                 | 5        | 0      | 1           | 0          |
| O. Petrák          | 29            | 0             | 5             | 1             | 1                 | 0                 | 0                 | 0                 | 30       | 0      | 5           | 1          |
| J. Pinola          | 25            | 1             | 7             | 2             | 1                 | 0                 | 0                 | 0                 | 26       | 1      | 7           | 2          |
| N. Stark           | 26            | 2             | 3             | 0             | 1                 | 0                 | 0                 | 0                 | 27       | 2      | 3           | 0          |
| D. Blum            | 12            | 3             | 1             | 0             | -                 | -                 | -                 | -                 | 12       | 3      | 1           | 0          |
| W. Evseev          | 1             | 0             | 0             | 0             | 1                 | 0                 | 1                 | 0                 | 2        | 0      | 1           | 0          |
| T. Gebhart         | 6             | 1             | 3             | 0             | 1                 | 0                 | 0                 | 0                 | 7        | 1      | 3           | 0          |
| S. Kerk            | 14            | 2             | 0             | 0             | -                 | -                 | -                 | -                 | 14       | 2      | 0           | 0          |
| R. Koch            | 27            | 2             | 4             | 0             | -                 | -                 | -                 | -                 | 27       | 2      | 4           | 0          |
| M. Mendler         | -             | -             | -             | -             | -                 | -                 | -                 | -                 | -        | -      | -           | -          |
| J. Mössmer         | 21            | 0             | 6             | 0             | 1                 | 0                 | 0                 | 0                 | 22       | 0      | 6           | 0          |
| A. Nikçi           | 5             | 0             | 1             | 0             | -                 | -                 | -                 | -                 | 5        | 0      | 1           | 0          |
| M. Ott             | -             | -             | -             | -             | -                 | -                 | -                 | -                 | -        | -      | -           | -          |
| J. Polák           | 24            | 0             | 6             | 1             | -                 | -                 | -                 | -                 | 24       | 0      | 6           | 1          |
| A. Schöpf          | 32            | 5             | 6             | 0             | 1                 | 0                 | 0                 | 0                 | 33       | 5      | 6           | 0          |
| G. Burgstaller     | 14            | 6             | 6             | 0             | -                 | -                 | -                 | -                 | 14       | 6      | 6           | 0          |
| M. Dittgen         | 6             | 0             | 0             | 0             | -                 | -                 | -                 | -                 | 6        | 0      | 0           | 0          |
| N. Füllkrug        | 24            | 3             | 0             | 0             | 1                 | 0                 | 0                 | 0                 | 25       | 3      | 0           | 0          |
| I. Knežević        | -             | -             | -             | -             | -                 | -                 | -                 | -                 | -        | -      | -           | -          |
| P. Mlapa           | 24            | 3             | 2             | 0             | 1                 | 0                 | 0                 | 0                 | 25       | 3      | 2           | 0          |
| J. Sylvestr        | 33            | 9             | 5             | 0             | 1                 | 0                 | 0                 | 0                 | 34       | 9      | 5           | 0          |
| C. Teuchert        | 1             | 0             | 0             | 0             | -                 | -                 | -                 | -                 | 1        | 0      | 0           | 0          |
| D. Candeias        | 16            | 2             | 2             | 0             | -                 | -                 | -                 | -                 | 16       | 2      | 2           | 0          |
| A. Čolak           | 1             | 0             | 0             | 0             | -                 | -                 | -                 | -                 | 1        | 0      | 0           | 0          |
| T. Pekhart         | 3             | 0             | 0             | 0             | -                 | -                 | -                 | -                 | 3        | 0      | 0           | 0          |
| C. Ramírez         | 7             | 0             | 1             | 0             | 1                 | 0                 | 0                 | 0                 | 8        | 0      | 1           | 0          |
| M. Angha           | 1             | 0             | 1             | 0             |                   |                   |                   |                   |          |        |             |            |